# Боржес, Пауло Луис
Пауло Луис Боржес (порт. Paulo Luiz Borges; 24 декабря 1944, Ларанжейрас, Сержипи — 15 июля 2011, Сан-Паулу), также известен под прозвищем Рисадинья (порт. Risadinha; «Смешок») — бразильский футболист, правый нападающий. Занимает 6 место по общему числу голов за клуб «Бангу» — 104 гола (по другим данным 107 голов).

## Карьера
Пауло Боржес начал карьеру в клубе «Бангу». Он дебютировал в составе команды 24 июня 1962 года в матче турнира Инсинио с «Флуминенсе», который завершился вничью 0:0. Свой первый мяч за клуб Боржес забил 18 августа 1963 года в ворота «Оларии», в матче, завершившимся в пользу «Бангу» 6:1. В общей сложности Боржес играл за «Бангу» 6 лет, проведя 207 игр в которых забил 104 гола. В последние два сезона в «Бангу» Боржес дважды становился лучшим бомбардиром чемпионата штата Рио-де-Жанейро, с 16-ю и 13-ю голами. Последний матч за «Бангу» Боржес провёл 11 февраля 1968 года против клуба «Атлетико Минейро», в котором «Бангу» победил 2:1. Во время игры за «Бангу» Боржес вызывался Висенте Феолой в состав сборной Бразилии. Он был одним из 47-ми кандидатов на поездку на чемпионат мира в Англию, но на турнир не попал. Всего за сборную он провёл 20 матчей.
В 1968 году Боржес был куплен президентом клуба «Коринтианс», Вади Элу, который заплатил за контракт футболиста 1 млр крузейро, наибольшая сумма, заплаченная бразильским клубом за переход игрока. Свой первый гол за новый клуб Боржес забил 10 марта 1968 года в ворота «Сантоса», став, в итоге победным 2:0, что прервало 10-летнюю беспроигрышную серию «Сантоса» в матчах с «Коринтиансом» в чемпионате штата Сан-Паулу. За «Коринтианс» Боржес играл 7 лет, с перерывом в 1971 году, когда он был арендован «Палмейрасом», проведя 233 игры и забив 61 гол (из них 43 матча и 5 голов в чемпионате Бразилии). В конце 1974 года Боржес перешёл в клуб «Насьонал» (Манаус). Затем играл за «Понтагроссенсе» и «Васко да Гаму».

## Личная жизнь
Боржес был дважды женат. Имеет несколько детей от первого брака. Сейчас он проживает в Сан-Паулу.

## Достижения

### Командные
- Чемпион штата Рио-де-Жанейро: 1966
- Обладатель Кубка Рио-Бранко: 1967
- Обладатель Кубка Освалдо Круза: 1968

### Личные
- Лучший бомбардир чемпионата штата Рио-де-Жанейро: 1966 (16 голов), 1967 (13 голов)